# Dryptodon obtusus
Dryptodon obtusus är en bladmossart som beskrevs av Bridel 1826. Dryptodon obtusus ingår i släktet Dryptodon och familjen Grimmiaceae. Inga underarter finns listade i Catalogue of Life.